# Nototriton limnospectator
Nototriton limnospectator es una especie de salamandras en la familia Plethodontidae.
Es endémica del noroeste de Honduras.
Su hábitat natural son los montanos tropicales o subtropicales.
Está amenazada de extinción debido a la destrucción de su hábitat.